# Historique du blason de Dunkerque

## Blason deDunkerque
Le blason de Dunkerque a évolué à de nombreuses reprises au cours des siècles. Cet article permet de suivre ces évolutions à cela a été ajouté les armoiries des communes fusionnées où associées.
| Image                    | Nom de la ville et blasonnement |
| ------------------------ | --- |
|                          | Duunkerke (Comté de Flandre) Le premier blason de Dunkerque marque la naissance de l'identité de la commune en 1226, et représente un poisson (un Saint-pierre). On le connait sous la forme d'un sceau conservé aux archives nationales. |
|                          | Duunkerke (Comté de Flandre) Le sceau de 1328, représente Saint Éloi assis sur un siège, tenant de la main droite un marteau levé ; de chaque côté du Saint, un petit poisson debout. |
|                          | Duunkerke (Comté de Flandre) Un nouveau blason apparaît en 1510, il représente Saint Éloi dans le centre, un écu coupé aux armes de la Flandre et de la Maison de Bar à droite et le blason du Comté de Flandre à gauche. |
|                          | Duunkerke (Comté de Flandre) Un nouveau sceau au poisson apparaît en 1535, il représente un bar, un blason de Flandre à dextre et le blason de Dunkerque "au bar pâmé" à senestre. |
|                          | Duunkerke (Comté de Flandre) En 1558, l'écusson porte en chef, le Lion des Flandres, et en pointe, le poisson dunkerquois pâmé. Elles se blasonnent ainsi : Coupé : au premier, d'or au lion de sable, armé et lampassé de gueules'; au second, d'argent au bar pâmé. |
|                          | Dunkerque (Flandre française) Louis XIV visite la ville en 1662, les bourgeois voulant honorer leur nouveau maître par une allusion à son fils, le Dauphin né l'année précédente, le poisson se transforme donc en dauphin et le lion devient passant. Ces armoiries sont supportées par un homme marin cuirassé et armé. Le blasonnement devenait : Coupé, en chef d'or au lion passant de sable, en pointe d'argent à un dauphin couché d'azur crété et oreillé de gueules. Cette modification fut officiellement enregistrée en novembre 1696. |
|                          | Dune Libre (Flandre française) Durant la période révolutionnaire, ces armoiries disparurent au profit d'allégories "républicaines", tandis que, pour quelques mois, la ville de Dunkerque perdait son nom pour prendre celui de "Dune Libre. La citation : "Dunkerque a bien mérité de la Patrie" fut donnée par le Comité de Salut Public après l'héroïque conduite des habitants lors du siège de Dunkerque en 1793. |
|                          | Dunkerque (Nord) Pendant le Premier Empire, un cachet municipal fut alors adopté, rond de 35 millimètres de diamètre, et portant, dans le champ, un aigle couronné aux ailes déployées, avec les mots en légende : Mairie de Dunkerque, 1er arrondis : (Nord)." Bien qu'ayant 24 175 habitants en 1806, ce qu'il lui permettait d'être une ville de seconde classe dans l'Héraldique napoléonienne, on ne retrouve aucune trace de ces armoiries.                                                                                                 |
|                          | Dunkerque / Duunkerke (Nord) A la Restauration la Ville de Dunkerque reprend ses armoiries d'Ancien Régime par lettres patentes du 11 novembre 1815. Le blasonnement redevenait : Coupé, en chef d'or au lion passant de sable, en pointe d'argent à un dauphin couché d'azur crété et oreillé de gueules. |
| blason de Dunkerque 1917 | Dunkerque (Nord) Le 18 octobre 1917, en pleine Première Guerre mondiale, la ville reçoit la Croix de guerre 1914-1918 avec palmes (citation à l'ordre de l'Armée), à la demande du maire Henri Terquem, Dunkerque ayant été la première ville à recevoir cette distinction, jusque-là réservée aux combattants. La ville de Dunkerque reçoit aussi la citation "Ville héroïque, sert d'exemple à toute la Nation." |
|                          | Dunkerque (Nord) Le 31 mars 1919, l'amiral Sir Roger Keyes remettait au nom du roi George V du Royaume-Uni, la Distinguished Service Cross. Le 10 août 1919, le Président de la République Raymond Poincaré, remettait la Légion d'honneur. Les nouvelles armoiries furent adoptées à l'unanimité lors du Conseil municipal du 23 février 1923. |
|                          | Dunkerque (Nord) Le 12 juillet 1947, le Président de la République Vincent Auriol, remettait la Croix de guerre 1939-1945 avec palmes en récompense des sacrifices lors de la Bataille de Dunkerque en mai/juin 1940. Après une réactualisation au début des années 1990, la Ville de Dunkerque utilise maintenant comme blasonnement : Coupé : au premier d'or au lion léopardé de sable armé et lampassé de gueules, au second d'argent au dauphin couché d'azur crété, barbé, loré, pautré et oreillé de gueules.                              |

## Blasons des anciennes communes intégrées àDunkerque
| Image | Nom de la ville et blasonnement |
| ----- | --- |
|       | Malo-les-Bains (17 décembre 1969) De gueules à l'étoile d'argent s'élevant d'une mer de même qui est Malo-les-Bains accompagnée de deux roses d'or de Rosendaël, au chef coussu d'or chargé d'un lion de sable armé et lampassé de gueules qui est de Flandre. Croix de guerre 1939-1945 remise le 25 septembre 1949.                                                               |
|       | Rosendaël (1er janvier 1972) D'azur à la Rose d'Argent . Croix de guerre 1939-1945 avec citation à l'ordre de la division. |
|       | Petite-Synthe (1er janvier 1972) D'argent à la croix ancrée de gueules cantonnée de quatre grelots de sable Citation : Victimes incessantes et graves bombardements, champs de bataille 1940 et 1945, détruite en grande partie, a fait preuve d'un grand courage au cours des épreuves qui lui étaient imposées. Croix de guerre 1939-1945 avec citation à l'ordre de la division. |
|       | Commune associée de Mardyck (1er janvier 1980) D'azur à une barque d'or, portant un saint Nicolas de carnation, vêtu d'argent et d'or, crossé et mitré du même, et bénissant de la dextre, trois enfants à ses pieds le regardant. |
|       | Commune associée de Saint-Pol-sur-Mer (9 décembre 2010) Écartelé en sautoir : en chef d'or au lion de sable armé et lampassé de gueules ; à dextre et à senestre, de sinople au lion d'or couronné du même ; en pointe d'or à la lyre de gueules ; un sautoir dentelé de sable brochant de la partition.                                                                            |
|       | Commune associée de Fort-Mardyck (9 décembre 2010) Champs de gueules à la licorne saillante d’argent, au chef d’azur chargé d’un soleil à face humaine, rayonnant d’or, enfermé dans une bordure bretessée aussi d’or. |